# Afromarengo
Afromarengo  (лат.) — род аранеоморфных пауков из семейства пауков-скакунов (Salticidae), распространённых в Африке.

## Описание
Длина тела около 3 мм. Окраска просомы чёрная (бока светлее, низ чёрный), опистосома тёмно-коричневая (бока светлее, низ чёрный).

## Этимология
Название рода скомбинировано из слов Afro (сокращение от Африка) и + название рода Marengo.

## Виды
- Afromarengo coriacea (Simon, 1900) — Заир, Кения, Танзания, Южная Африка
- Afromarengo lyrifera (Wanless, 1978) — Ангола